# Hệ tiên đề Hilbert
Hệ tiên đề Hilbert là hệ tiên đề do nhà toán học người Đức David Hilbert đưa ra. Ông đã đưa ra hệ tiên đề này vào năm 1899. Trong hệ tiên đề này, Hilbert đã đưa ra 20 tiên đề gồm 13 tiên đề cho hình học phẳng, 7 tiên đề cho hình học không gian. Ông chia chúng thành 5 nhóm gồm:
- Liên thuộc
- Thứ tự
- Bằng nhau
- Liên tục
- Song song

Đồng thời, ông cũng chứng minh sự phi mâu thuẫn, sự đầy đủ và sự độc lập của các tiên đề ấy.
Công trình của Hilbert có một vai trò quan trọng trong lịch sử toán học. Nó đã khắc phục nhược điểm của hệ tiên đề Euclide là không có các tiên đề về sự liên tục (nên Euclid đã dựa vào trực giác của mình rất nhiều mà không phát biểu thành tiên đề). Hệ tiên đề của nhà toán học người Đức đã mở ra giai đoạn mới của lịch sử tiên đề.

## Các tiên đề
Hệ tiên đề Hilbert bao gồm 6 khái niệm nguyên thủy: điểm, đường thẳng, mặt phẳng, quan hệ nằm giữa (một điểm so với hai điểm khác), ba quan hệ nằm trên (điểm-đường thẳng, điểm-mặt phẳng, đường thẳng-mặt phẳng), hai quan hệ bằng nhau (đoạn thẳng, góc).

## Ứng dụng
Giá trị của Grundlagen còn nằm ở việc sử dụng các mô hình để chứng minh sự độc lập, và xem xét sự đầy đủ và sự phi mâu thuẫn của các tiên đề trong hệ tiên đề Hilbert.